# Казарян, Аршак Володяевич
Аршак Володяевич Казарян (род. 29 января 1979) — российский самбист и тренер, серебряный призёр чемпионата России 2002 года, чемпион Европы 2002 года, мастер спорта России международного класса (2002). В 2009 году занял 5-е место на Кубке страны. Наставником Казаряна был В. В. Рахмуллин. Выступал в весовой категории до 52 кг. Выпускник Чайковской государственной академии физической культуры и спорта (город Чайковский, Пермский край) 2008 года. Работает тренером в ДЮСШ «Лидер» (Усолье).

## Всероссийские соревнования
- Чемпионат России по самбо 2002 — ;
- Кубок России по самбо 2009 — 5;